# 清真寺之家
《大巴札》（荷蘭語：Het huis van de moskee），又譯為《清真寺之家》，是伊朗裔荷蘭籍作家卡德爾·阿卜杜拉於2005年出版的荷蘭語小說。英文和簡體中文譯本分別於2010年1月和2014年9月出版。它在2007年由鹿特丹商報和荷蘭廣播基金會（NPS）主辦的網路投票活動中，被票選為荷蘭史上（截至2007年）最佳小說第二名。

## 外部連結
- 卡德爾·阿卜杜拉. . 人民文學出版社. 2014. ISBN 9787020094776 （中文（中国大陆））.